# Квінт Сервілій Пріск Структ (консул 468 року до н. е.)
Квінт Серві́лій Пріск Структ (лат. Quintus Servilius Priscus Structus; ? — після 466 до н. е.) — політичний, державний і військовий діяч часів Римської республіки, дворазовий консул 468 та 466 років до н. е.

## Життєпис
Походив з патриціанського роду Сервіліїв, його гілки Прісків. Син Квінта Сервілія Пріска Структа, начальника кінноти 494 року до н. е. Про дитячі та молоді роки Квінта Сервілія згадок немає. 
Відстоював інтереси патриціїв проти плебсу. У 468 році до н. е. його було вперше обрано консулом разом з Тітом Квінкцієм Капітоліном Барбатом. Очолив військо проти вольсків, яким завдав поразки, а потім також з успіхом діяв проти сабінян.
У 466 році до н. е. його вдруге обрано консулом, цього разу з Спурієм Постумієм Альбом Регілленом. Виступив до кордонів Римської республіки на чолі невеликої армії задля захисту від можливого нападу еквів. У 465 році до н. е. під час війни з еквами його було призначено префектом Риму. 
З того часу про подальшу долю Квінта Серві́лія Пріска Структа відомостей немає.